# Thor Delta
Thor Delta – jako rakieta cywilna nazywana Delta – amerykańska trójstopniowa rakieta nośna. Udana konstrukcja składająca się ze stopnia głównego Thor, drugiego Delta i ostatniego Altair. Była to pierwsza rakieta, w której zastosowano człon Delta, protoplastę współczesnych rakiet Delta.

## Chronologia
1. 13 maja 1960, 09:16:05 GMT; s/n 160-1; miejsce startu: Przylądek Canaveral (LC17A), USA
Ładunek: Echo 1; Uwagi: start nieudany – błąd systemu kierowania 2. członu
2. 12 sierpnia 1960, 09:39:43 GMT; s/n 270-2; miejsce startu: Przylądek Canaveral (LC17A), USA
Ładunek: Echo 1A; Uwagi: start udany
3. 23 listopada 1960, 11:13:03 GMT; s/n 245-3; miejsce startu: Przylądek Canaveral (LC17A), USA
Ładunek: TIROS 2; Uwagi: start udany
4. 25 marca 1961, 15:17:04 GMT; s/n 295-4; miejsce startu: Przylądek Canaveral (LC17A), USA
Ładunek: Explorer 10; Uwagi: start udany
5. 12 lipca 1961, 10:25:06 GMT; s/n 286-5; miejsce startu: Przylądek Canaveral (LC17A), USA
Ładunek: TIROS 3; Uwagi: start udany
6. 16 sierpnia 1961, 03:21:05 GMT; s/n 312-6; miejsce startu: Przylądek Canaveral (LC17A), USA
Ładunek: Explorer 12; Uwagi: start udany
7. 8 lutego 1962, 12:43:45 GMT; s/n 317-7; miejsce startu: Przylądek Canaveral (LC17A), USA
Ładunek: TIROS 4; Uwagi: start udany
8. 7 marca 1962, 16:06:18 GMT; s/n 301-8; miejsce startu: Przylądek Canaveral (LC17A), USA
Ładunek: OSO 1; Uwagi: start udany
9. 26 kwietnia 1962, 18:00:16 GMT; s/n 320-9; miejsce startu: Przylądek Canaveral (LC17A), USA
Ładunek: Ariel 1; Uwagi: start udany
10. 19 czerwca 1962, 12:19:01 GMT; s/n 321-10; miejsce startu: Przylądek Canaveral (LC17A), USA
Ładunek: TIROS 5; Uwagi: start udany
11. 10 lipca 1962, 08:35:05 GMT; s/n 316-11; miejsce startu: Przylądek Canaveral (LC17A), USA
Ładunek: Telstar 1; Uwagi: start udany
12. 18 września 1962, 08:53:08 GMT; s/n 318-12; miejsce startu: Przylądek Canaveral (LC17A), USA
Ładunek: TIROS 6; Uwagi: start udany